# Skrzynki (powiat świecki)
Skrzynki (niem. Skrzinken / Skrzynken) – wieś w Polsce położona w województwie kujawsko-pomorskim, w powiecie świeckim, w gminie Jeżewo, nad jeziorem Stelchno.
W latach 1975–1998 miejscowość należała administracyjnie do województwa bydgoskiego. Według Narodowego Spisu Powszechnego (III 2011 r.) liczyła 71 mieszkańców. Jest najmniejszą miejscowością gminy Jeżewo.